# Род Еванс
Род Еванс (англ. Rod Evans) — британський музикант, вокаліст, один зі співзасновників рок-гурту Deep Purple.

## Життєпис
Британський співак Род Еванс народився 1947 року в місті Слау, Велика Британія. Він розпочав музичну кар'єру в середині 1960-х років і виступав в таких гуртах, як The Horizons, The MI 5 та The Maze. На початку 1968 року він успішно пройшов прослуховування в гурт Roundabout, а також запросив туди барабанщика Ієна Пейса, з яким грав в The Maze та The MI 5. Після нетривалого концертного турне колектив змінив назву на Deep Puprle.
Род Еванс став частиною першого складу Deep Purple, також відомого як Mark I, у який окрім нього входили Річі Блекмор (гітара), Джон Лорд (клавішні), Ієн Пейс (барабани), Нік Сімпер (бас-гітара). Він записав з гуртом три студійні альбоми: Shades of Deep Purple (1968), The Book of Taliesyn (1968) та Deep Purple (1969). У квітні 1969 року Еванс та Сімпер пішли з гурту, їх замінили Ієн Гіллан та Роджер Гловер.
Протягом наступних трьох років Еванс майже закинув музику та навчався на лікаря. Проте 1972 року він доєднався до новоствореного рок-гурту Captain Beyond, з яким записав два альбоми — однойменний Captain Beyond (1972) та Sufficiently Breathless (1973). Після цього Еванс залишив гурт і той тимчасово розпався.
1980 року Род Еванс повернувся на сцену, але це сталося за сумнівних обставин. За чотири роки до цього гурт Deep Purple офіційно розпався, а його музиканти стали грати в інших колективах: Rainbow, Whitesnake та Gillan. Еванс та його команда менеджерів вирішили скористатись з цього, анонсувавши тур Deep Purple Північною Америкою. Окрім Еванса в гурті, який довелося перейменовувати на «Bogus Deep Purple», грали лише маловідомі музиканти. Менше з тим, шанувальники «справжніх» Deep Purple залишилися незадоволеними, а менеджмент гурту подав на Еванса судовий позов, змусивши заплатити близько 700 тис. доларів та позбавивши його авторських виплат від продажів альбомів Deep Purple, записаних за його участі.
Після невдалого повернення Deep Purple Род Еванс назавжди залишив музичну сцену. Попри те, що 2016 року Deep Purple увійшли до Зали слави рок-н-ролу й Еванс отримав особисте запрошення, він не з'явився на церемонії введення.